# Glandularia dissecta
Glandularia dissecta là một loài thực vật có hoa trong họ Cỏ roi ngựa. Loài này được (Willd. ex Spreng.) Schnack & Covas mô tả khoa học đầu tiên năm 1944.